# 亞亞事件
2025年，臺灣YouTuber八炯等人檢舉在台中國大陸籍配偶網紅劉振亞於其YouTube、抖音等頻道上宣揚武統言論，中華民國內政部移民署認定其違反《兩岸人民關係條例》及相關規定，依法廢止其在臺依親居留許可並勒令其限期離境，且限制5年內不得再申請，成為第一位被裁處的中國大陸籍配偶。同時移民署針對類似事件開展調查，在3月份亦對2名違規個案進行處分。

## 背景
劉振亞，生於中華人民共和國湖南省郴州市，臺灣陸配網路紅人，網名「亞亞」，因曾與台灣地區人民結婚而透過台灣之子女與親屬依親取得臺灣地區永久居留權，尚未取得中華民國國民身分證，亦因其與臺灣關係，出任黑龙江省龙台文化交流顾问及黑龙江省两岸青年交流大使等職務；並以「亞亞在台灣」為名於YouTube、抖音等平臺上長期經營影音頻道，內容多為宣揚「中國統一」、「兩岸一家親」、「武統台灣」等言論，更常與其具有中華民國籍女兒「小當歸」一同入鏡，因而引起臺灣社會關注。
1991年修訂的中華民國（台灣）《國家安全法》刪除了原先針對破壞國體或為敵人宣傳的規定，將“國家安全”聚焦於具體行為而非廣泛言論，以更好保護言論自由。而于2009年通过的《公民與政治權利國際公約及經濟社會文化權利國際公約施行法》將《公民與政治權利國際公約》（ICCPR）內國化，其第20條第1款規定任何鼓吹戰爭的宣傳均應依法禁止。雖然ICCPR第19條保障言論自由，但也允許在國家安全或公共秩序原因下進行限制，只要符合法律依據、合法目的、必要性與相稱性以及非歧視等原則。
在涉及大陸居民居留的規定中（如《臺灣地區與大陸地區人民關係條例》第18條及相關辦法），主管機關可基於“有事實足認為有危害國家安全或社會安定之虞”之理由，行使撤銷居留許可的裁量，且通常在撤銷後5年內不得再次申請。

## 事件經過
2025年3月，因網紅八炯檢舉劉振亞公開發布言論有危害國家安全之虞，內政部移民署遂於4日通知劉振亞至移民署陳述意見，11日依「大陸地區人民在臺灣地區依親居留長期居留或定居許可辦法」第14條第1項第4款規定，廢止在臺依親居留許可，並且5年不許可其再申請依親居留。15日，上傳影片聲稱留台時間從6個月變成10日內離境。然而，內政部移民署澄清，不曾同意可在台停留6個月。
21日，刘振亚聲請停止執行，台北高等行政法院当天晚間裁定駁回。遭駁回後，刘振亚24日提起抗告，並接受TVBS專訪，否認離台意願。27日傍晚，最高行政法院駁回。丈夫黃冠宏和3名子女也向法院聲請停止執行，台北高等行政法院25日晚間也裁定駁回。
25日上午，劉振亞舉行記者會，請求外界正視移民署濫權的問題，並希望撤銷行政處分、避免骨肉分離，並重申所主張者和平統一，而非鼓吹武力統一。同時接受東森新聞專訪，稱子女均為台湾出生”。否認假結婚和洗人口。其後，為避免留下違法紀錄而影響日後回台探親的權利，劉振亞聽從律師葉慶元建議，當晚從臺北松山機場搭機離開台灣。然而，班機降落福州長樂機場後，劉振亞卻行方不明。民間流傳替身、特務等說法，未獲證實。
中華民國內政部移民署於26日再度發布類似個案陸配「小微」和「恩綺」，因分別發表「台灣滿街上插的都是這個五星紅旗」、「解放軍演習展現強大軍事實力及堅定維護國家主權」等言論移民署遂依程序通知當事人陳述意見，於會商大陸委員會等相關機關意見後，分別作成廢止「依親」及「長期」的居留許可，同時限期應於31日前離境。
3月28日下午，「小微」和「恩綺」兩人在台籍先生的陪同下，前往中華民國總統府拉起寫有「還我母親權」布條，並遞交陳情書指名給總統。一週後兩人陸續離境，國台辦重申此處理侵犯陸配婚姻與親子權的不滿。

## 後續發展
2025年4月，移民署發函通知在台定居及設有戶籍的陸配，要求在三個月內補繳「喪失原籍證明的公證書」，否則將撤銷在台戶籍登記。
4月4日，劉振亞在深圳市接受中共黨媒《人民日報》旗下《環球人物》專訪，詳述她如何遭到民進黨政府「獵殺」。劉振亞說，「這道口子從我這裡開始」，但她仍堅稱：「台獨死路一條」。
5月13日，劉振亞在被遣返中國大陆後首次於抖音發布新影片，聲稱台灣是中國的一個省，砲轟民進黨政府「沒有資格在中國的土地上，遣返任何一個中國人」。

## 兩岸官方態度

### 中華人民共和國方面
針對劉振亞事件，中共中央台灣工作辦公室於3月12日例行記者會中，批評民主進步黨「虛偽又雙標」，傷害同胞情感，並評價網紅八炯為「宵小之輩、雞鳴狗盜、為虎作倀、必遭嚴懲」。3月26日，中共中央台辦發言人陈斌华在記者會上再次表示，民進黨當局自詡「自由法治人權」，卻濫用司法手段欺凌兩岸婚姻群體，導致家庭離散，有悖人倫，伤天害理。同時於官網上線「台獨打手」舉報專欄，被舉報人員將會依法追責，名單包括中華民國內政部長劉世芳、民進黨立委沈伯洋、吳思瑤、黃捷，台北地檢署檢察官林達、林俊言、林俊廷、黑熊學院金主曹興誠、深綠牙醫史書華、網紅溫子渝（八炯）、陳柏源（閩南狼PYC）等人。
就劉振亞事件，中华人民共和国外交部发言人郭嘉昆則回應「我没有关注到相关报道。台湾是中国领土不可分割的一部分」。

### 中華民國方面
中華民國總統賴清德於3月13日表示，傷害自己的國家和國人，不是言論自由，是《联合国公民权利和政治权利国际公约》規範的犯罪行為。台北地檢署檢察官林達17日表示，中華民國對言論自由的保障，是以不動搖中華民國存續為前提。只要言論內容沒有去動搖中華民國存續，那言論就可以受到保障。並主張應儘速設立國安專庭，新增軍事專家參審機制。行政院長卓榮泰表示，此事無妥協空間。強調言論自由有界線，國家的存續就是界線。大陸委員會25日則以新聞稿表示支持主管機關依法處置，並呼籲應尊重台灣民情，勿基於私利刺激社會對立，並希望不要標籤化特定群體。
針對「台獨打手」名單，中華民國大陸委員會表示中共企圖形塑對台「長臂管轄」假象，對台灣人沒有任何效果，只是阻撓、破壞兩岸交流。
針對劉振亞事件處理，中央研究院院士陳培哲等學者26日聲明指臺灣言論自由空間遭壓縮。總統府發言人郭雅慧則回應，鼓吹對臺發動侵略戰爭、仇恨與強暴犯行，已經觸犯聯合國公約明確規範的犯罪行為，是對臺灣自由民主國家體制的挑戰，也抵觸民主與言論自由的紅線。行政院政務委員林明昕表示言論自由仍需一定限制，並強調言論用「刑罰」規範是最後的手段。

## 政界反應

### 中國國民黨
中國國民黨前副總統參選人趙少康3月24日受訪表示是故意製造寒蟬效應。中國國民黨立院黨團書記長王鴻薇25日呼籲重視人權才能和專制獨裁國家區別。

### 台灣民眾黨
台灣民眾黨立委張啓楷表示不希望移民署或陸委會變成警總。台灣民眾黨籍政治人物李貞秀發文認為陸配就像二戰時期的猶太人。對李貞秀的說法，民進黨中國部主任吳峻鋕反駁這是危言聳聽。

### 民主進步黨
就「台獨打手舉報專欄」，民進黨中國部批評，中共做賊喊捉賊，才是真正的麻煩製造者。

## 民間反應

### 學術界
杜克大學法學博士林志潔表示，發表統戰言論是否會受罰，必須先視當事人的身分，若為一般民眾，需進一步檢視有無違法行為。東吳大學教授胡博硯認為應重於行為態樣的管制，以應對中國大陸系統性的宣傳戰。國立政治大學法律系教授廖元豪表示，不反對立法做適度規範，但應注意定義問題。對此，法務部表示個案會依法處理，但是否訂定專法，將廣納意見研議。
中央研究院院士陳培哲等75位學者發表捍衛台灣民主法治與和平安全聲明，指台灣的言論自由空間遭到壓縮。陳揮文亦稱台灣現在只剩八炯、曹興誠、沈伯洋有言論自由，只要反對民進黨的就被追殺。對此，行政院指憲法早已提供可以限制言論自由的空間，但要符合憲法23條的精神。

### 民間機構、團體
就劉振亞事件處理，中華人權協會認為內政部移民署處置行為有違比例原則。台灣事實查核教育基金會董事長及國立中正大學傳播系教授羅世宏3月23日則認為，法院引用兩公約駁回亞亞聲請停止執行，裁定恐有瑕疵。而台灣事實查核教育基金會於25日聲明，純屬其對公共事務之個人意見表述，不代表該組織立場。
就中共威脅，黑熊學院主張將陸配取得身分證的年限由目前的6年延長至8年，且取消依親特權。
就鼓吹戰爭言論，司法改革關懷互助協會理事長李震華指出，此案涉及國家安全與法治體系是否完備的根本問題，應立法「明確」禁止鼓吹戰爭言論。前行政院副院長及鄭南榕基金會終身志工葉菊蘭表示，鄭南榕所主張的「百分之百的言論自由」前提是「台灣是一個主權獨立的國家」，若主張武力侵略、造成台灣主權崩毀，這不是言論自由。

### 社論、特稿
《風傳媒》對事件發表社論，除質問臺灣社會對「不受歡迎言論」的容忍度、還有對劉振亞的處分外，還批評政府的管制「與中共相類」。與此相對，《上報》總主筆陳嘉宏則認為，驅逐依親居留的陸配，是政府移民政策與邊境管理範疇，與臺灣公民的言論自由無關；並與在中國大陸人民法院被判罪的富察相比，指責批評者在捍衛言論自由方面，對中華人民共和國政府與臺灣政府存在雙重標準。

## 相類案件
2010年日本籍游客田邊憲司來臺，在玉山主峰展示「日本支持台灣獨立建國」標語。時為馬英九政府，内政部移民署以其從事政治活動、不符來台觀光目的，適用《外國護照簽證條例》第12條「有危害我國利益、公共安全、公共秩序或善良風俗之虞」，決議禁止其入國五年。

## 外部連結
- “亚亚两岸亲”的抖音帳號